# Birutė
Birutė, död 1382, var en storhertiginna av Litauen, andra gemål till storhertig Kęstutis av Litauen och mor till storhertig Vytautas den store. Birutė var prästinna inom den ursprungliga hedniska litauiska religionen och blev föremål för en populär kult bland litauerna, särskilt i Samogitien.